# M109 SPH
M109 – amerykańska haubica samobieżna opracowana w celu zastąpienia pojazdów M44 SPH. 
Zamówienie zostało złożone w 1952 roku, pierwsze egzemplarze seryjne opuściły hale montażowe w roku 1962. Po wprowadzeniu licznych ulepszeń, M109 stała się najpopularniejszą haubicą samobieżną na świecie. Wozy tego typu brały udział w konflikcie wietnamskim, w wojnach arabsko-izraelskich i wojnie iracko-irańskiej.
Stany Zjednoczone sprzedały pojazdy tego typu do prawie 30 krajów. 
M109 może, po przystosowaniu, forsować wpław przeszkody wodne i strzelać pociskami różnych rodzajów, w tym także taktyczną nuklearną amunicją artyleryjską. Działo ma zamek śrubowy i nie jest wyposażone w automat ładujący – ładowanie odbywa się ręcznie.
W ciągu kolejnych lat zmodernizowano podstawę działa, unowocześniono wieżę i samą haubicę, instalując ponadto automatyczny układ kierowania ogniem oraz wzmacniając opancerzenie. 
Zasadniczą modernizacją była wersja M109A6 Paladin, w której zastosowano nowy system wieżowy, cyfrowy system kierowania ogniem, ulepszoną armatohaubicę M284 i zmodyfikowany układ napędowy. Napędzał ją silnik 8B71T o mocy 450 KM. Czas otwarcia ognia od momentu zatrzymania pojazdu zmniejszył się do 30 sekund, wzrosła też nieco szybkostrzelność.
Od 2013 roku produkowana jest wersja M109A7, w której wprowadzono nowe podwozie, z podzespołami ujednoliconymi z bojowym wozem piechoty M2 Bradley i wzmocnionym opancerzeniem. Zastosowano silnik VTA903T o mocy 600–675 KM. Zmodernizowano też wyposażenie wieży. Z armatohaubicą współpracują wozy amunicyjne M992A3 oparte na tym samym podwoziu.
Łącznie wyprodukowano (do 2015) około 4000 haubic samobieżnych M109.